# Aero A.30
O Aero Vodochody|Aero A.30 foi um bombardeiro leve biplano e de reconhecimento construído na Checoslováquia no final da década de 1920. Originou como uma tentativa da Aero de melhorar o desempenho do Aero A.11, mas logo se mostrou uma aeronave um tanto diferente, maior e mais forte que sua antecessora. A aeronave é facilmente distinta de outros tipos pela diferença de envergadura entre suas duas asas - a de cima sendo muito maior que a de baixo.
Os protótipos do A.30 foram retroativamente designados A.130, sendo a A.230 a principal versão de produção. As versões A.330 e A.430 vinham equipados com motores mais potentes, mas o último destes não entrou em produção, servindo como um protótipo do Aero A.100.

## Variantes
A.30Protótipo de uma aeronave bombardeira de reconhecimento leve, motorizado com um motor radial Skoda L de 500 hp (400 kW).
A.130Remotorizado com um Bristol Jupiter VI de 500 hp (400 kW).
A.230Principal versão de produção; bombardeiro com dois assentos motorizado com um motor W-12 Lorraine 12Eb Courlis.
A.330Remotorizado com um Praga ESV de 650 hp (500 kW)
A.430Motorizado com um Avia Vr-36, servindo como protótipo para o Aero A.100

## Operadores
Checoslováquia
- Força Aérea Checoslovaca

Dinastia Qajar
- Força Aérea Iraniana Imperial adquiriu um Aero A.30 da Checoslováquia em 1923